# Robert Marriner-Dodds
 Robert Marriner-Dodds (nacido en diciembre de 1991),  es un diseñador británico de juegos de rol de mesa  mejor conocido por crear Carbon 2185 | Un juego de rol Cyberpunk que apareció en New Scientist . 

## Vida personal
Marriner-Dodds nació en Southend-on-Sea, Inglaterra. Estudió diseño de videojuegos en la universidad  e informática en la universidad de Cambridge . Marriner-Dodds tiene una hermana, Cassandra Dodds  y una hija (nacida en 2018). Marriner-Dodds se declaró Queer en octubre de 2020 a través de las redes sociales. 

## Carrera

### Juegos Dragon Turtle
Marriner-Dodds fundó Dragon Turtle Games en 2016 mientras estaba en Hong Kong .   Entre 2017 y 2018 a través de Dragon Turtle Games escribió y publicó Dragon Drop Adventures 1, 2 y 3, una serie de aventuras sencillas para Dungeons & Dragons diseñadas para que sean fáciles de ejecutar para los nuevos gamemasters .    En 2019, después de una exitosa campaña de financiación colectiva en Kickstarter   Marriner-Dodds escribió y publicó Carbon 2185 | Un juego de rol ciberpunk. La campaña de financiación colectiva para Carbon 2185 alcanzó más de 14 veces la cantidad de financiación necesaria para publicar el juego y fue, en ese momento, el proyecto cyberpunk más financiado que jamás haya aparecido en Kickstarter.   Carbon 2185 recibió elogios generalizados y apareció en varias publicaciones como Forbes, New Scientist y RPG Net. 

### Estudio Cerca
A principios de 2020, Marriner-Dodds y su hermana Cassandra Dodds cofundaron Studio Cerca.    A través de Studio Cerca, los hermanos tienen la intención de escribir y publicar contenido familiar de la quinta edición de Dungeons & Dragons inspirado en las obras del director japonés Hayao Miyazaki y las películas de Studio Ghibli .   